# إلين غديفانيشفيلي
إلين غديفانيشفيلي (الجورجية: ელენე გედევანიშვილი ، من مواليد 7 يناير 1990) متزلجة جورجية سابقة. حصلت على الميدالية البرونزية الأوروبية مرتين (2012 ، 2010). بفوزه بالميدالية في عام 2010 ، أصبح جيديفانيشفيلي أول متزلج من جورجيا يحصل على ميدالية في بطولة . شاركت في ثلاث دورات أولمبية شتوية: تورين 2006 وفانكوفر 2010 وسوتشي 2014.